# Déborah F. Muñoz
Déborah F. Muñoz (Madrid, España; 24 de junio de 1990) es una escritora de novela romántica, novela juvenil, gestión del tiempo y relatos breves.

## Biografía
Déborah F. Muñoz trabaja en el sector del marketing y lo compagina con la escritura y con la creación de contenidos relacionados con la literatura, la cultura, los viajes y el ocio en sus blogs, aunque comenzó escribiendo solo sobre libros Ha quedado finalista en varios premios literarios de relato y ha publicado textos en varias antologías, además de haber publicado varias novelas de diversos géneros, una de las cuales, Amigos o algo más, quedó en el puesto 13 de los 100 para Madrid.

### Novelas
- Atrapada en otra dimensión
- Viajera interdimensional
- Incursores de la noche
- Incursores del ocaso
- Eladil
- Amigos o algo más
- Enemigos o algo más
- Amantes o algo más
- No somos marionetas de los dioses

### Antologías específicas de la autora
- 126 trocitos
- 48 trozos de fantasía y ciencia ficción
- 42 trozos de amor y pasión
- 70 trozos variados
- 49 trozos ilustrados
- 68 trozos variados

### No ficción
- ¿Dónde está mi tiempo?
- Repostería para vagos
- La oficina eficiente. Gestiona tu tiempo sin estrés